# 美味：沉醉於美味
《美味：沉醉於美味》，英語：），此劇講述青澀大一新生的愛情故事，將展現SNS、網紅等最新流行趨勢。來自忠清南道，熱愛甜點，更是甜點界網紅的鄭忠南（金香起飾），與同樣是大一新生，出生在延南洞且擁有溫暖可愛笑容的李延南（金旻奎飾），在聽到彼此的名字後成為好友，並發展為戀人關係。

## 演員陣容
| 演員   | 角色   | 介紹                                               |
| 金香起 | 鄭忠南 | 大一新生，熱愛甜點，是甜點界的網紅，和延南是戀人。 |
| 金旻奎 | 李延南 | 大一新生，和忠南是同一個系的學生，和忠南是戀人。   |
| 李瑜瑛 | 金泰伊 | 喜歡李延南。                                       |
| 盧乙   | 鄭書賢 | 鄭忠南的姐姐。                                     |
| 樸韓率 | 瑟琪   | 泰伊好友。                                         |
| 金成九 | 洪大英 | 咖啡店老闆，李延南的叔叔，喜歡鄭書賢。             |